# Cynoscion virescens
Cynoscion virescens és una espècie de peix de la família dels esciènids i de l'ordre dels perciformes.

## Morfologia
- Els mascles poden assolir 115 cm de longitud total i 3.500 g de pes.[3][4][5]

## Hàbitat
És un peix marí, de clima tropical i demersal que viu entre 6-70 m de fondària.

## Distribució geogràfica
Es troba a l'Atlàntic occidental: des de Nicaragua fins a Santos (el Brasil).

## Ús comercial
La seua carn és de qualitat excel·lent i es comercialitza fresc, mentre que la bufeta natatòria es fa servir per fer goma d'enganxar.

## Observacions
És inofensiu per als humans.